# Asperula neglecta
Asperula neglecta är en måreväxtart som beskrevs av Giovanni Gussone. Asperula neglecta ingår i släktet färgmåror, och familjen måreväxter. Inga underarter finns listade i Catalogue of Life.